# Wang Chung
Wang Chung es una banda de new wave inglesa, formada en Londres en 1980 por Nick Feldman, Jack Hues y Darren Costin. El nombre Wang Chung significa "campana amarilla" en chino (黃 鐘, pinyin: huáng zhōng; Wade – Giles: huang chung), y es la primera nota en la escala de música clásica china. La banda encontró su mayor éxito en los Estados Unidos, con cinco éxitos Top 40 allí, todos en las listas entre 1983 y 1987, incluidos "Dance Hall Days" (No. 16 en 1984), "Everybody Have Fun Tonight" (No. 2 en 1986 ) y "Let's go!" (No. 9 en 1987).

## Discografía

### Álbumes de estudio
- Huang Chung (1982)
- Points on the Curve (1983)
- To Live and Die in L.A. (1985)
- Mosaic (1986)
- The Warmer Side of Cool (1989)
- Tazer Up! (2012)
- Orchesography (2019)

### EPs
- Abducted by the 80's (2010)
- Dance Hall Days (versión orquestal) (2019)